# Clarendon (Arkansas)
Clarendon é uma cidade localizada no estado americano de Arkansas, no Condado de Monroe.

## Demografia
Segundo o censo americano de 2000, a sua população era de 1960 habitantes.
Em 2006, foi estimada uma população de 1788, um decréscimo de 172 (-8.8%).

## Geografia
De acordo com o United States Census Bureau, a localidade tem uma área de 5,0 km², dos quais 4,7 km² cobertos por terra e 0,3 km² cobertos por água. Clarendon localiza-se a aproximadamente 56 m acima do nível do mar.

## Localidades na vizinhança
O diagrama seguinte representa as localidades num raio de 24 km ao redor de Clarendon.